# Sébastien Petit (pilote)
 (août 2024).
Sébastien Petit, né le 24 mars 1975 à Chambéry, est un pilote de courses de côte et sur circuits français de la région lyonnaise.

## Biographie
Sa carrière en courses européennes de la montagne débute en 1999 au Mont-Dore sur Reynard 913. Il évolue sur des F3 (Dallara en début de carrière, mais parfois également sur des prototypes comme en 2003), devenant pilote officiel Osella en 2004 après une saison complète sur monoplace de la marque.
Il dirige le Team Petit CroisiEurope qui concourt dans le  championnat de France de la montagne et le championnat d’Europe de la montagne.
Il est le fils de Gérard Petit, qui a notamment remporté le Rallye d'Automne en 1975, les courses de côte de Turckheim et de Limonest en 2003, ainsi que sa catégorie en Coupe de France de la montagne à la fin de la saison 2003.

## Palmarès

### Titres
- Champion de France de la montagne 2017 et 2018
- Vainqueur de la coupe d’Europe de la montagne FIA de 2019 à 2024 en catégorie 2
- Vice-champion de France de la montagne en 2004, 2008, 2009, 2010, 2012, 2015 et 2016
- 3e du  championnat de France de la montagne en 2003, 2011, 2013 et 2014
- Champion de France F3 : 2001 et 2002
- Champion de France de la montagne du Groupe CN en 2004